# Amido

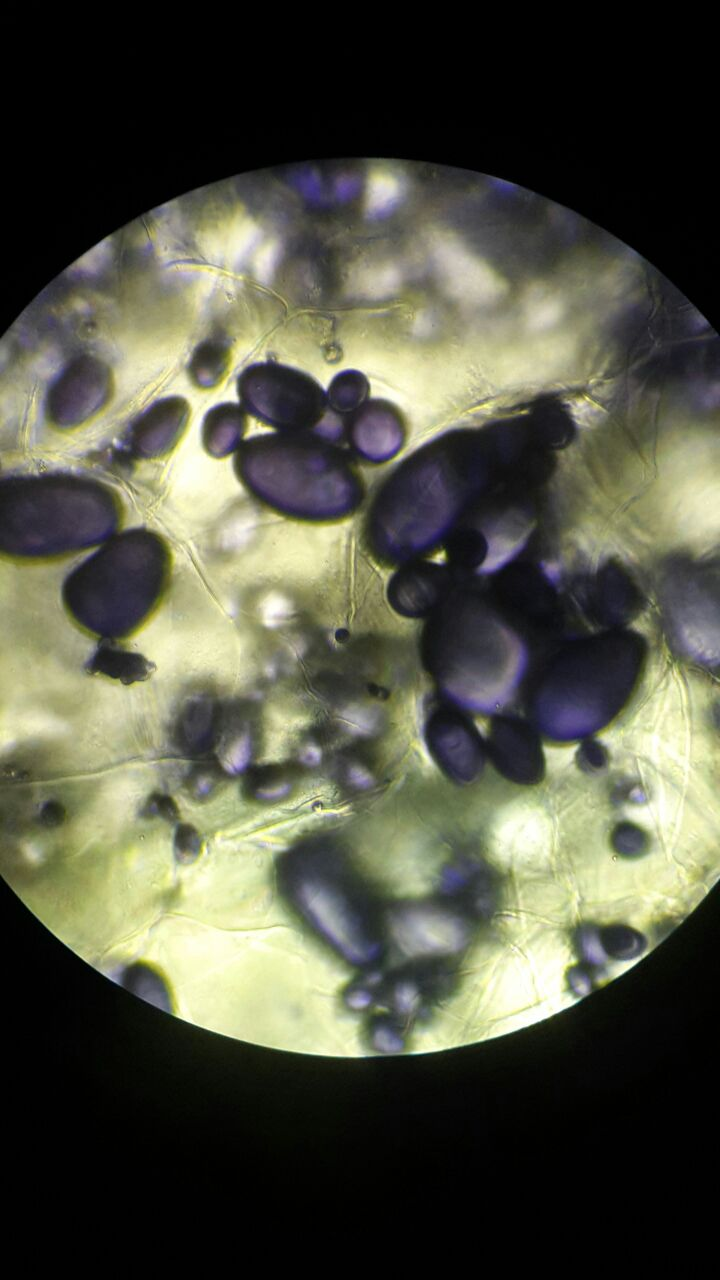
Foto al microscopio di una patata. Sono visibili gli agglomerati di amido dal colore scuro.

L'amido è un composto organico di formula generale {\displaystyle {\ce {(C6H10O5)n}}} dove {\displaystyle n} è un numero variabile da circa un centinaio fino ad alcune migliaia e che sta ad indicare i residui di unità di glucosio monomeriche che sono unite tra loro per formare i polimeri, da cui derivano i vari tipi di amidi presenti in natura.

## Storia
L'uso pratico dei prodotti a base di amido, e dell'amido stesso, si sviluppò quando gli egiziani, nel periodo predinastico, cementarono insieme strisce di papiro con un adesivo a base di amido derivato dal grano. Catone descrisse una procedura per la produzione dell'amido in dettaglio in un trattato romano.
Durante il Medioevo, la produzione di amido di grano divenne unimportante settore industriale in Olanda. Una forma precoce di modifica dell'amido praticata in questo periodo prevedeva che l'amido fosse leggermente idrolizzato con aceto. Il diciannovesimo secolo vide un'enorme espansione dell'industria dell'amido, dovuta principalmente alla domanda dell'industria tessile, della stampa a colori e della carta, e alla scoperta che l'amido può essere facilmente trasformato in un prodotto simile a una gomma noto come destrina.
Nel 1900, la United Starch Company e la National Starch Manufacturing Company unirono le forze per formare la National Starch Company del New Jersey. A partire dagli anni '30, i chimici hanno sviluppato numerosi prodotti che hanno notevolmente ampliato l'uso e l'utilità dell'amido.

## Caratteristiche strutturali e fisiche
Appartiene alla classe dei carboidrati, nello specifico si tratta di un polisaccaride omogeneo derivato dal glucosio. In natura, l'amido è presente nelle piante sotto forma di granuli allo stato semicristallino che se sottoposti alla luce formano una croce nera bifrangente.

Struttura dell'amilosio.

I granuli di amido hanno dimensioni comprese tra 20 e 100 μm e sono formati per il 98-99% da α-D-glucosio, proteine (0,05-0,5%) e sali minerali (0,05-0,3%). La frazione glucidica è composta da due polimeri:
- l'amilosio, a catena lineare, caratterizzata da legami α-1,4-glicosidici, che ne costituisce circa il 20 - 25% (nei piselli arriva fino al 60%)
- l'amilopectina, a molecola ramificata, caratterizzata da legami α-1,6-glicosidici, che ne costituisce circa l'80%

Il rapporto amilosio/amilopectina e la forma dei granuli differisce da specie a specie, ad esempio:
- nella patata le inclusioni granulari di amido sono grandi, ovali, con zonature concentriche;
- nei cereali le inclusioni sono piccole e poligonali.

| Specie        | Parte della pianta | Forma                         | Allomorfi dell'amilopectina | Cristallinità relativa (%) | Dimensione (μm) |
| ------------- | ------------------ | ----------------------------- | --------------------------- | -------------------------- | --------------- |
| A. thaliana   | foglia             | discoidali                    | B                           | -                          | 1 - 2           |
| S. tuberosum  | tubero             | ovali, sferici                | B                           | 29,8                       | 10 - 75         |
| M. esculenta  | tubero             | rotondi, irregolari           | A o C                       | 35,8                       | 5 - 40          |
| Z. mays       | grani              | rotondi, poligonali           | A                           | 31                         | 5 - 20          |
| Triticum spp. | grani              | lenticolari, rotondi          | A                           | 33,5                       | 1,5 - 20        |
| O. sativa     | grani              | rotondi, angolari, poligonali | A                           | 37,1                       | 3 - 10          |
| H. vulgare    | grani              | discoidali, sferici           | A                           | 35,2                       | 1 - 24          |
| Malus spp.    | frutto             | sferici                       | C                           | -                          | 2 - 12          |
| Musa spp.     | frutto             | ovali                         | A, B o C                    | 2 - 12,2                   | 14 - 108        |
| M. sagu       | stelo              | ovali                         | C                           | 30,5                       | 8 - 240         |

Ogni granulo presenta un punto centrale o eccentrico, chiamato ilo, che può essere di forma diversa (es. rotonda, lineare, stellata) e che rappresenta il primo punto di deposizione dell'amido nell'amiloplasto. Striature concentriche, più o meno evidenti, costituite da catene di α-glucosio, si osservano intorno all'ilo.
Le catene di amilopectina sono in grado di formare strutture elicoidali che cristallizzano. I granuli sono inoltre caratterizzati da elevata idrofilicità e da associazioni intermolecolari molto forti dovute all'elevato numero di legami a idrogeno che si formano tra i gruppi ossidrilici sulla superficie.
La struttura cristallina può essere distrutta utilizzando la pressione, il calore, il energia meccanica o l'aggiunta di molecole con funzione plasticizzante (es. glicerolo, urea, zucchero invertito, gelatina, olio di soia, propilenglicole). In tal modo l'amido cristallino si trasforma in amido termoplastico.
A temperatura ambiente, l'amido risulta insolubile in acqua e insolubile in alcol. Il punto di fusione dell'amido nativo è molto più alto della sua temperatura di decomposizione termica, inoltre l'amido nativo presenta una scarsa stabilità termica e modeste proprietà meccaniche. Presenta inoltre un'elevata densità (1,5 g/cm³).
| Temperatura di transizione vetrosa | 200 °C        |
| Punto di fusione                   | 110 - 115 °C  |
| Modulo di elasticità               | 0,1 - 0,4 GPa |
| Sforzo tensile                     | 24 - 30 MPa   |
| Allungamento alla rottura          | 200% - 1.000% |

## Abbondanza e disponibilità

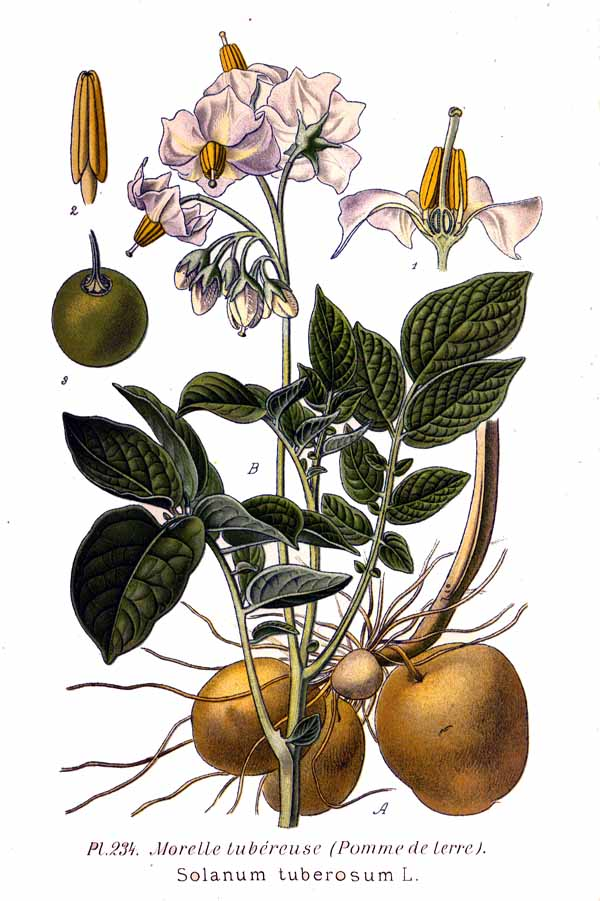
Patata

Il composto risulta abbondantissimo in tutte le piante verdi ad eccezione di alcune alghe. Normalmente viene dato il nome di amido al prodotto ottenuto dalle graminacee (frumento, segale, orzo, granturco, ecc.) o dalle leguminose (grano saraceno, fagioli, ceci, fave, lenticchie, ecc.), mentre quello ricavato da patate, banane, maranta, sago, manioca e castagne prende il nome di fecola.
Nel seme di cacao ad esempio è presente un 20% di amido., mentre il riso è ricchissimo di amido secondario (85%) e la patata ne contiene circo il 30%. Un'altra pianta ricca di amido è l'igname, mentre la gomma arabica contiene il 3% di amido. L'amido è quantitativamente il carboidrato di riserva più presente sulla Terra.

## Reattività e caratteristiche chimiche

### Reazioni
Il composto risulta fermentabile. Se riscaldato a 160°C o trattato con acido diluito o fermenti produce la destrina. L'acido nitrico monoidrato scioglie l'amido e se poi si aggiunge molta acqua si ottiene il nitrato d'amido che precipita. L'amido a contatto con lo iodio libero colorandosi di azzurro, mentre si scolora se messo a contatto con l'acido urico e i suoi sali, il bicarbonato di sodio, il bicarbonato di potassio o il solfato di sodio.
Una semplice analisi qualitativa che indica la presenza dell'amido può essere condotta in laboratorio saggiando la sostanza con il reattivo di Lugol. In presenza di amido, il reattivo tende a legarsi, in particolare all'elica dell'amilosio, dando un complesso che assorbe la luce, virando verso il blu scuro.
In acqua calda i granuli di amido si gonfiano distruggendo la struttura cristallina e formando una soluzione gelificata. L'intervallo di gelatinizzazione varia da amido ad amido, ma risulta generalmente compreso tra i 55 °C e i 70 °C. A temperature superiori ai 100°C, l'amilosio si diffonde nel mezzo solubilizzandolo. Raffreddando la soluzione si ha una parziale ricostruzione con formazione di un gel stabile che prende il nome di salda d'amido. L'amido di frumento fornisce salde più consistenti rispetto a quello di patate, mentre quello di mais si usa nei casi in cui sia richiesta maggiore compattezza.
L'amido solubile si può ottenere per trattamento dell'amido con:
- acido solforico diluito,
- perossidisolfato di ammonio,
- alcali caustici,
- cloro gassoso,
- ozono,
- acido formico o acetico,
- ipoclorito diluito,
- diastasi,
- ossidanti (es. perossido di sodio, perossido d'idrogeno, perborato di sodio, perossidisolfato di sodio, paratoluensolfocloramide)

Gli anioni di amido sono donatori σ e π e giocano un ruolo centrale nella chimica dei metalli elettropositivi, sia come ligandi ausiliati sia come ligandi reattivi.

### Derivati
Tra i principali derivati dell'amido troviamo:
- l'amido modificato
- le destrine
- il glucosio
- il fruttosio
- il sorbitolo

## Biochimica
È presente per lo più nei semi e nei tuberi dove viene trasformato in glucosio sotto l'influenza degli acidi o degli enzimi e in maltosio per azione diastatica del malto. Nell'embrione delle Graminacee è presente un enzima dell'endosperma che lo mobilizza.
L'amido è il carboidrato di riserva delle piante, immagazzinato come fonte energetica. Attraverso un processo di trasformazione catalizzato dalla gommasi viene trasformato in gomma dalle piante. L'idrolisi dell'amido per via enzimatica avviene ad opera di quattro enzimi diversi: l'α-amilasi, la β-amilasi, l'isomaltasi e una maltasi.

### Sintesi biologica
Viene sintetizzato per via enzimatica a partire dal glucosio, a sua volta prodotto dalla fotosintesi clorofilliana:
{\displaystyle {\ce {6CO2 \ + \ 6H2O + luce -> C6H12O6 \ + \ 6O2}}}
{\displaystyle {\ce {nC6H12O6 + enzima -> H-(C6H10O5)_{n}-OH + (n-1) H2O}}}
La formazione dell'amido è catalizzata da un enzima chiamato amido sintetasi. Rappresenta il primo prodotto visibile della fotosintesi e pertanto prende il nome di amido primario, per distinguerlo dall'amido secondario o di riserva che la pianta accumula in specifici organelli. È infatti solo l'amido secondario che viene estratto dai tuberi e dai semi amilacei.
La sintesi dell'amido è apparentemente influenzata da malto-oligosaccaridi, modificazioni proteiche e interazioni proteine/proteine. La sintesi e la degradazione dell'amido sono, in linea di principio, piuttosto semplici, poiché esistono solo due tipi di legami: legami glicosidici α-1,4 e α-1,6.
I legami α-1,4 tra le unità di glucosio vengono generati dalle sintasi dell'amido e, in parte, anche dall'azione della fosforilasi plastidale. Gli enzimi ramificanti dell'amido stabiliscono le ramificazioni α-1,6. Durante la sintesi dell'amido, sono essenziali anche le attività enzimatiche degradative, in particolare gli enzimi che rimuovono le ramificazioni (DBE) per generare la distribuzione concentrata dei legami glicosidici α-1,6.
La degradazione dei legami α-1,4 è catalizzata dalle α- e β-amylasi e dalle fosforilasi. L'impatto delle varie α- e β-amylasi dipende dal tipo di amido e dalla sua origine. Le ramificazioni vengono scisse dai DBE, che includono due tipi di enzimi: isoamilasi [ISA; EC 3.2.1.68] e pullulanasi. Tuttavia, è noto che vari altri enzimi e proteine sono coinvolti nel metabolismo dell'amido. Il punto di partenza per la sintesi dell'amido è la produzione di ADP-glucosio attraverso l'ADP-glucosio pirofosforilasi (AGPasi).

## Farmacologia e tossicologia

### Effetti del composto e usi clinici
L'amido presenta proprietà antinfiammatorie. Quando ingerito l'amido viene scisso  dagli enzimi del tratto digerente, liberando gradualmente il glucosio.

## Applicazioni
L'amido è un biomateriale versatile di particolare interesse grazie alla sua abbondanza, economicità, proprietà non tossiche e biodegradabilità, rendendolo ideale per molte industrie alimentari e non alimentari. Viene utilizzato in numerosi prodotti lattiero-caseari e da forno, zuppe e salse, così come nei rivestimenti e nei prodotti a base di carne. Inoltre, c'è una crescente domanda da parte delle industrie non alimentari per l'amido come materiale rinnovabile.
Le applicazioni non alimentari dell'amido includono i settori farmaceutico, tessile, dei combustibili a base di alcol, degli adesivi, dei coloranti e dei mobili.
L'amido viene infatti usato come:
- eccipiente farmaceutico
- additivo alimentare (es. E1404, E1410, E1412, E1413, E1414, E1420)[27]
- impermeabilizzante
- emulsionante
- agglutinante nella produzione di carta e cartone[22]
- reagente (amido sensibile di Bèchamp)[21]
- nella produzione di energia da biomassa[24]
- composto per la produzione di:
  - D-glucosio
  - maltodestrine
  - alcol etilico
  - detergenti
  - cosmetici
  - aromatizzanti
  - azzurranti ottici
  - coloranti
  - carte reattive
- composto per il trattamento delle pelli prima della tintura
- materia prima nella produzione di:
  - caramello
  - imaballaggi biodegradabili[18]
  - sciroppo di glucosio
  - preparati fitogalenici
  - colle
  - appretti[22]
  - isomalto
  - acido inosinico
  - acido lattico (amido di mais)[27]
- materia prima nella panificazione[3]

## Impatto ambientale
L'amido è completamente biodegradabile con un tempo di compostaggio inferiore al mese.